# آدراستیا
آدراستا (به یونانی: Ἀδρήστεια) درافسانه‌های یونان، دختر آرس و آفرودیت بود که همراه پدر خود، آرس، در جنگ‌ها شرکت می‌نمود. او همچنین بعنوان الههٔ انتقام و عدالت مورد ستایش بود؛ چرا که او معمولاً در کنار نمسیس به تصویر کشیده شده است. البته گاهی برابر با خود نمسیس در نظر گرفته می‌شد؛ یعنی کسی که لقبش آدراستیا یا آدرستیا بود. او همچنین معتقد به جنگ بود؛ مشابه برادرانش فوبوس و دیموس.
از ازدواج آرس و آفرودیت فرزندان زیادی به دنیا آمدند؛ افرادی همچون اروس (خداوند عشق)، آنتروس (خداوند عشق جبران شده)، فوبوس (خداوند ترس)، دیموس (خداوند دلهره)، هارمونیا (الههٔ هماهنگی و تطابق)، نمسیس و آدرستیا.